# Franz Bernhard Rodde (Politiker, 1721)
Franz Bernhard Rodde (* 1721 in Lübeck; † 14. Mai 1790 ebenda) war ein deutscher Bürgermeister der Hansestadt Lübeck.

## Leben
Franz Bernhard Rodde war Sohn des Lübecker Ratsherrn Adolph Rodde. Rodde bereiste als junger Mann studienhalber die Niederlande, Großbritannien und Frankreich sowie auch Russland. In seiner Heimatstadt Lübeck wurde er mit 22 Jahren vorzeitig für mündig erklärt und war bereits im normalen Volljährigkeitsalter von 24 als Kaufmann selbstständig. Er gehörte der Kaufleutekompagnie in Lübeck an. Fehling bemerkte wertend zu ihm: 

„Von seinen Zeitgenossen ward er als großzügiger Kaufmann geachtet, der aber auch für bürgerliche Tätigkeit lebhaftes Interesse betätigte“

 Rodde wurde 1757 in den Lübecker Rat gewählt und dort 1789 zum Lübecker Bürgermeister bestimmt.
Er war verheiratet mit Johanna Christina Dreyer, der Tochter des Lübecker Bürgermeisters Johann Heinrich Dreyer.
Franz Bernhard Rodde wurde in der Familiengruft in der am weitesten westlich gelegene Seitenkapelle im nördlichen Seitenschiff der Lübecker Marienkirche, beigesetzt. Sein Epitaph umrahmte das Kapellenportal. Das im Empire-Stil gearbeitete Denkmal bestand aus einem stufenförmig ansteigenden, von einem Altar gekrönten hölzernen Aufbau, vor dem zwischen einer trauernden und einer gläubig zum Himmel aufblickenden weiblichen Marmorfigur das von Johann Jacob Tischbein auf Kupfer gemalte Brustbild angebracht war. Darunter war eine lange schmale Inschrifttafel gesondert in die marmorne Mauerverkleidung eingelassen, während das kleine Wappen den Portalbogen zierte. Es ist wie auch die anderen reichen Epitaphien der Familie in der Marienkirche beim Luftangriff auf Lübeck am 29. März 1942 verbrannt.